# Tapai repülőtér

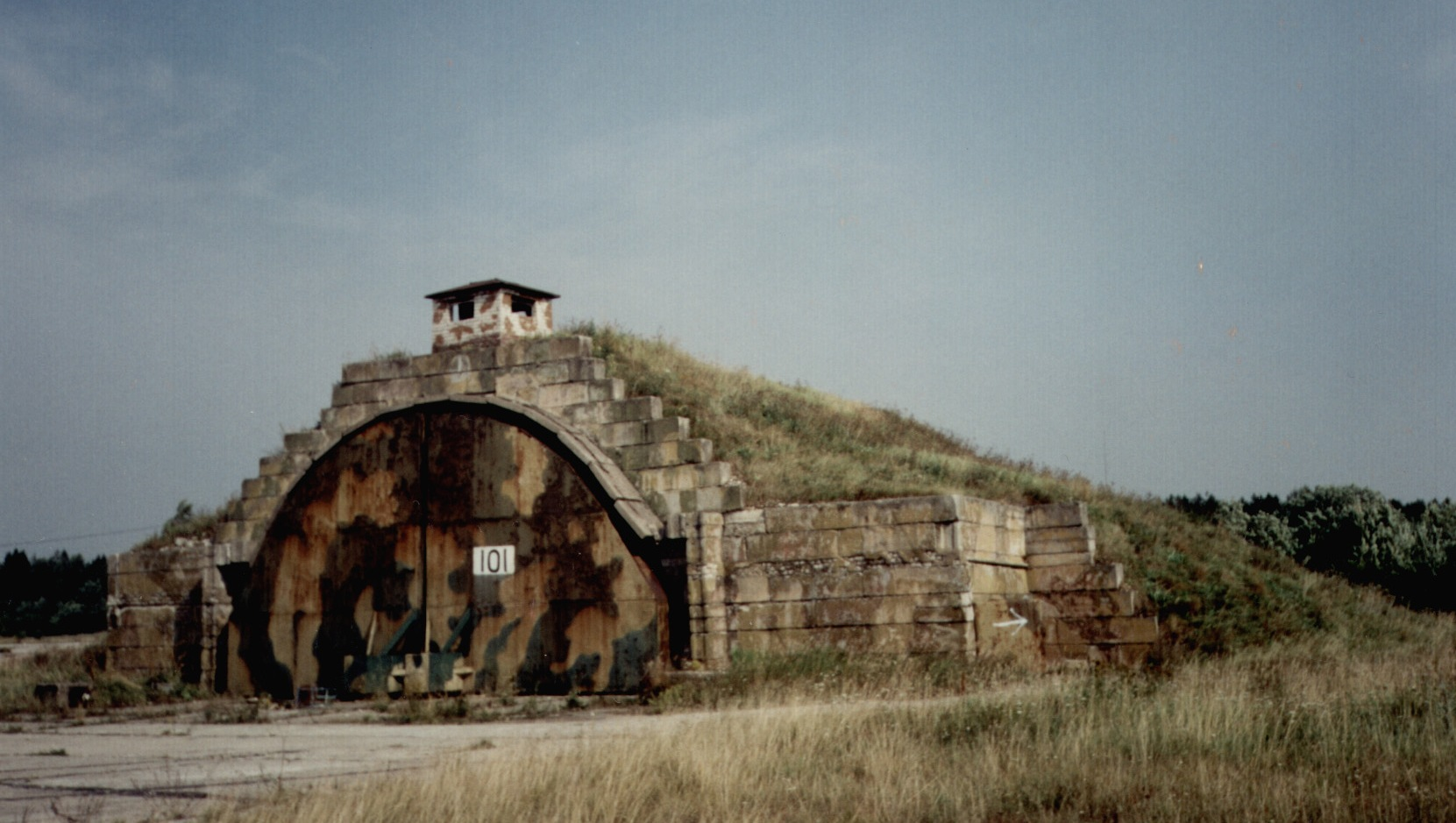
Megerősített repülőgépfedezék a tapai repülőtéren

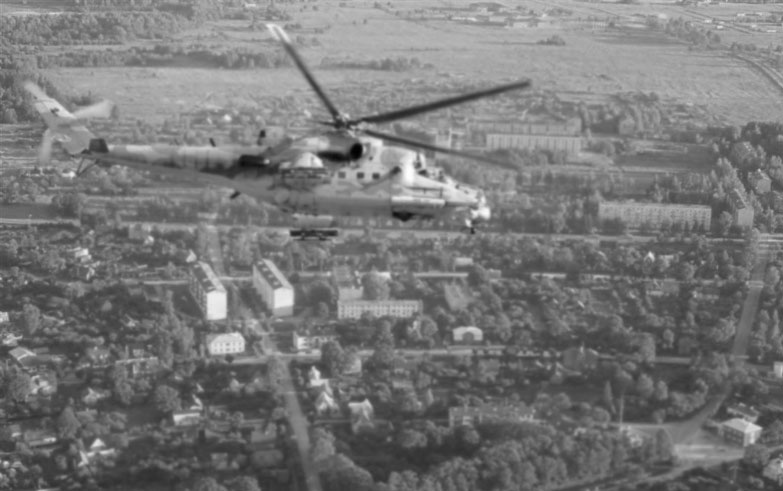
A 384. helikopteres repülőezred Mi–24 harci helikoptere Tapa fölött

A tapai repülőtér (észtül: Tapa lennuväli) egykori katonai repülőtér Észtország északi részén, a Lääne-Viru megyében fekvő Tapa város mellett. 1941-ben, Észtország szovjet megszállását követően nyitották meg, majd a szovjet csapatok távozása után, 1993-tól mint repülőteret használaton kívül helyezték. A szovjet időszakban a honi légvédelem vadászrepülő alakulatai állomásoztak ott. Napjainkban az Észt Fegyveres Erők Szárazföldi Erőinek bázisa.

## Története
Észtország 1939-es szovjet megszállása után, 1940-ben kezdte birtokba venni a szovjet Vörös Hadsereg a Tapától délre elhelyezkedő területet katonai repülőtér építésére. 1941 tavaszán kezdték el a szilárd burkolatú kifutópályával rendelkező repülőtér építését Tapa és Niidu falu között, egykori szántóföldek helyén. A parasztgazdaságokat kisajátították, vagy máshol fekvő földre cserélte az állam.
Az NKVD Repülőtér-építési Főcsoportfőnöksége (GUASZ NKVD) által koordinált munka lassan haladt, majd 1941 nyarán a német támadás miatt félbeszakadt. A repülőtéren addig nem állomásozott szovjet repülő alakulat.

### A második világháború
A frontok gyors mozgása miatt a második világháború alatt a repülőtéren állandó jelleggel nem állomásoztak repülő alakulatok. A háború utolsó szakaszában, 1944-ben a tapai repülőtér a Luftwaffe JG 54 repülőezredének egyik előretolt bázisa volt. A repülőtéren csak kisegítő légvédelmi egységek állomásoztak. Ebben az időszakban Tapát, amely jelentős vasúti csomópont volt, többször érte szovjet légitámadás.

### A hidegháború időszaka
A repülőtér építése az 1950-es évek elején gyorsult fel. 1953-ra kibővítették a repülőteret, amelynek teljes területe 9 km²-re nőtt. Gurulóutak, repülőgép-fedezékek, kiszolgáló létesítmények készültek. A kifutópálya méretét 2000×50 m-re növelték, a futópálya monolit betonszerkezet. A repülőtérhez új kiszolgáló épületek, laktanya rész, valamint tiszti lakótelep épült.
A repülőtér északi szomszédságában, az egykori tapai uradalom területére 1949-ben egy harckocsi dandár is települt. Ezt később felváltotta egy műszak kiképző alakulat, amely 1963-ban költözött Tapába a Leningrádi területről és 1992-ig ott állomásozott. Az alakulat egyszerre háromezer fő kiképzésére volt alkalmas.
A tapai repülőtérre a Szovjet Légierő honi légvédelmi csapataihoz tartozó, újonnan megszervezett, MiG–17-es vadászrepülőgépekkel felszerelt 81. vadászrepülő hadosztály települt három ezreddel, a 609., 655. és a 656. repülőezreddel. A hadosztályt 1960-ban feloszlatták. Tapában csak a 656. repülőezred maradt, amely a tallinni központú 14. honi légvédelmi hadosztály alárendeltségében működött (a hadosztály pedig a Szovjet Légierő Leningrád központtal működő 6. önálló légi hadseregének alárendeltségébe tartozott).
1960-ban a repülőezredet Szu–9 elfogó vadászrepülőgépekre fegyverezték át. Az 1960-as években tovább bővítették a repülőteret. Helikopter-állóhelyeket létesítették, valamint a kifutópályát mindkét végénél meghosszabbították, így a teljes hossza 2400 m lett.
A repülőtérre az 1970-es évek elején Mi–8 helikopterek és Mi–24 harci helikopterek is települtek, melyeket a 384. önálló helikopteres repülőezred üzemeltetett. Az 1970-es évek elején a repülőtéren megerősített repülőgép-fedezékeket létesítettek, valamint központi üzemanyagtöltő hálózatot építettek ki. Ebben az időszakban a repülőtér hívójele Gyelovoj volt. 1977-ben a 656-os repülőezredet ismét átfegyverezték, akkor az alakulatnál MiG–23MLD elfogó-vadászrepülőgépeket állítottak szolgálatba. A repülőteret a vadászrepülőgépeken kívül a Szovjet Légierő katonai szállító repülőgépei is használták. A repülőtéren műszaki kiszolgáló alakulatok és rádióelektronikai alakulatok is települtek.
Az ezred tartalék repülőtere az 1980-as évek elején létrehozott Rutjai repülőtér volt.

### Mathias Rust repülése
1987. május 28-án a tapai repülőtéren állomásozó 656. repülőezred MiG–23MLD elfogó-vadászrepülőgépeit két alkalommal is riasztották a 8255-ös számmal azonosított légi cél (Mathias Rust Cessna 172-es repülőgépe) elfogására. 14:29-kor az egyik MiG–23-as pilótája a felhőzet alatt repülő, emiatt rosszul látható Cessna 172-es repülőgépet tévesen hazai Jak–12-es sportrepülőgépként azonosította, így Mathias Rust gépét hagyták továbbrepülni Moszkva irányába.

### Környezetszennyezés a repülőtéren
Az 1980-as évek végétől egyre komolyabb problémát jelentett a repülőtéren a környezetszennyezés. Ez volt az egyik legnagyobb a számos környezetszennyezési eset közül, amelyet a Szovjet Hadsereg okozott Észtországban.
Részben a föld alatti üzemanyag-tárolókból szivárgott kerozin a talajba. Másrészt a hanyag üzemeltetési gyakorlat miatt jelentős mennyiségű szénhidrogén került a talajba.  Az 1960-as években a repülőtér vízelvezetéséhez 62 db, függőlegesen fúrt dréncsövet létesítettek. A repülőtéren a repülések során fölöslegessé vált, megmaradt üzemanyagot a repülőgépekből a betonra engedték, ez az üzemanyag a fúrt lyukakon keresztül szintén a talajba szivárgott.
A környezetszennyezés olyan méreteket öltött, hogy a Tapa alatti talajvizet teljesen elszennyezték. A szennyezés teljes területe 16 km² volt, amely a Rauakõrve patak mentén terült el. 1989-ben kezdődött a szennyezés felmérése. A talajban helyenként az 5 m-es vastagságot is elérte a kerozinnal szennyezett réteg. A talajba került szénhidrogén mennyiségét 400–1600 tonna körülire becsülték. A környéken a fúrt kutak teljesen szennyezetté váltak. Ahol nem volt vezetékes víz, oda tartálykocsiban szállították a vizet a lakosságnak.
A környezetszennyezés miatt 1990 márciusában a helyi lakosság tüntetést szervezett. Ez alkalomból tényfeltáró bizottság járt a városban, három miniszter és több tábornok részvételével. A bizottság arra a véleményre jutott, hogy a repülőteret alkalmatlannak találták a biztonságos üzemeltetésre.
Az észt és a dán védelmi minisztérium 1993-ban közös projektet indított a talaj megtisztítására.

## A független Észtországban

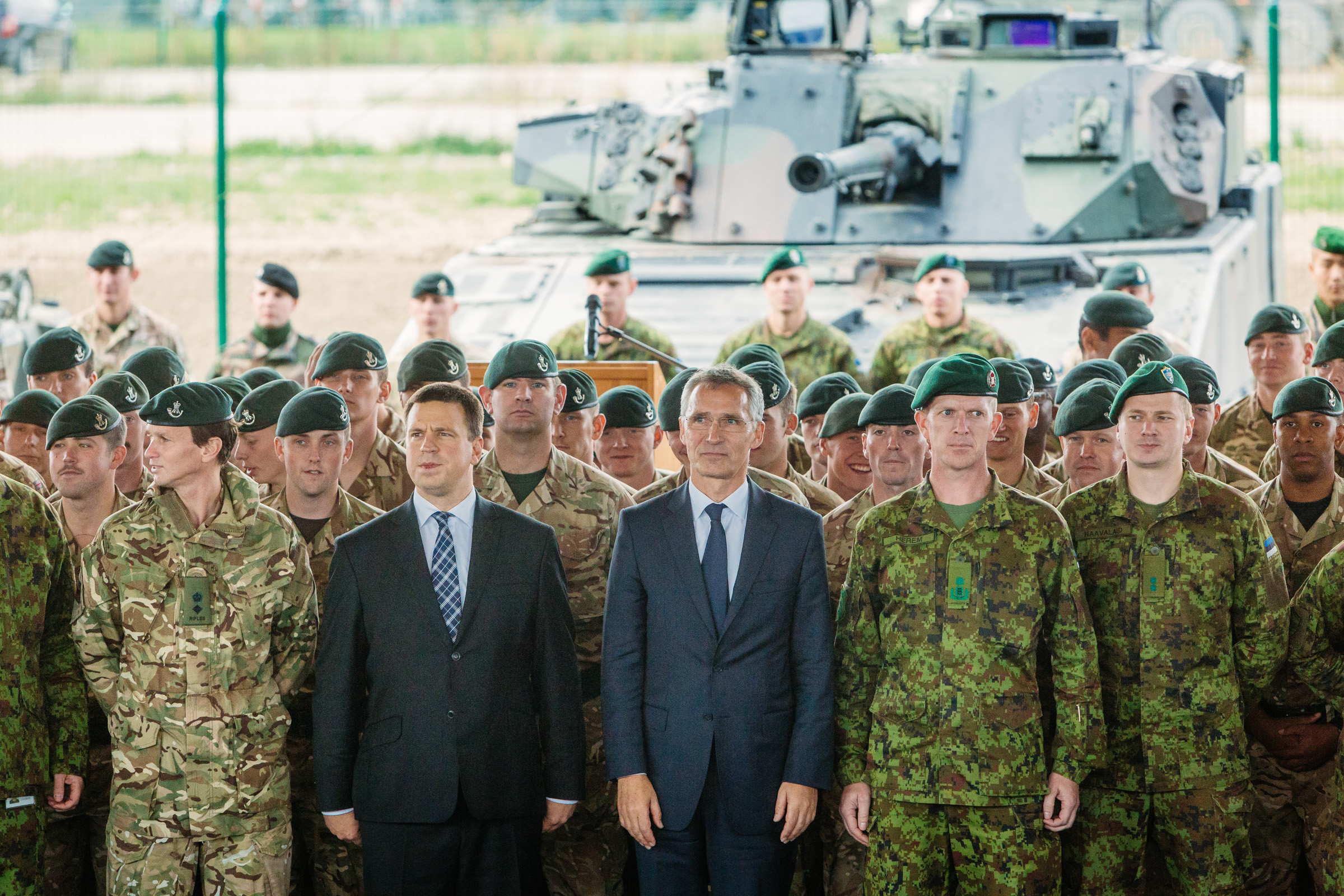
Jüri Ratas észt miniszterelnök és Jens Stoltenberg NATO-főtitkár brit katonákkal Tapában 2017-ben

1991 és 1993 között a repülőtérről fokozatosan kivonták az orosz csapatokat. A repülőteret és a mellette lévő laktanyai részt 1993 tavaszán adta át az Orosz Hadsereg az észt hatóságoknak. A laktanyai és katonai lakótelepi részen lévő építményeket később lebontották. Észtország a bázist mint repülőteret nem hasznosította (az Ämariban lévő katonai repülőteret korszerűsítették), helyette a szárazföldi erők bázisa lett. A repülőteret az 1990-es évek elején repülőklubok is használták. Kezdetben a bázison egy tüzér zászlóalj települt. Az egykori légibázist napjainkra Észtország legnagyobb katonai bázisává fejlesztették. Ez a bázisa az Észt Fegyveres Erők 1. gépesített dandárjának. A dandár 2014-ben költözött Paldiskiból a tapai bázisra. 2016-ban egy 4,6 millió eurós beruházás keretében tovább bővítették a bázist és három új barakkot építettek a szövetséges erők elhelyezésére, az Egyesült Államok pedig 11,2 millió USD-t költött a bázis korszerűsítésére. A 2014-es ukrajnai orosz agressziót követően megnövekedett orosz katonai fenyegetés miatt a tapai bázison többnemzetiségű NATO alakulatok is rendszeresen állomásoznak (elsősorban amerikai, brit és francia katonák).

## Balesetek
- 1977. április 19-én a Szovjet Légierő An–24T szállító repülőgépe a tapai repülőtértől kb. 2,5 km-re lezuhant. A fedélzeten tartózkodó 21 személy életét vesztette. A balesetet a személyzet hibája okozta. A leszálláshoz készülő repülőgép az előírt siklópálya alatt haladt, Moe falunál a helyi szeszgyár kéményének ütközött.[3]
- 1988 júniusában a 656. repülőezred egyik MiG–23MLD vadászrepülőgépe madárral ütközött, amely a hajtómű szívócsövébe került. Emiatt a hajtómű tolóereje lecsökkent, a repülőgép nem tudott visszajutni a tapai repülőtérre. A pilóta katapultált. A repülőgép a repülőtér kifutópályájától 1,5 km-re lezuhant. A pilóta nem szenvedett komolyabb sérüléseket.